# Olof Willman
Olof Willman, född 1780 i Nevishög, Skåne, död 1844, var en svensk violinist, far till Anders Willman och Anna Willman. 
Willman vistades 1795–1804 vid Lunds universitet, där han först läste på graden, men sedan tog kansli- och hovrättsexamen. För musikaliska studier reste han utrikes och återkom från Ryssland 1813 med vackra recensioner över sin starka ton och sitt känslofulla föredrag på violinen. I två år spelade han nu altfiol och violin i hovkapellet i Stockholm, varefter han där inrättade och ledde en musikalisk undervisningsanstalt. Han blev 1837 ledamot av Musikaliska akademien.